# يو إف سي ليلة القتال: روزينستروك ضد ساكاي
يو إف سي ليلة القتال: روزينستروك ضد ساكاي (بالإنجليزية: UFC Fight Night: Rozenstruik vs. Sakai)‏ (المعروف أيضًا باسم يو إف سي ليلة القتال: 189، يو إف سي على إي إس بي إن+ 47، ويو إف سي فيغاس 28) هو حدث لفنون القتال المختلطة نظمته يو إف سي، وأُقيم في 5 يونيو 2021، على يو إف سي أبيكس في إنتربرايز، نيفادا، وهي جزء من منطقة لاس فيغاس الحضرية، الولايات المتحدة.